# J. D. 'Okhai Ojeikere

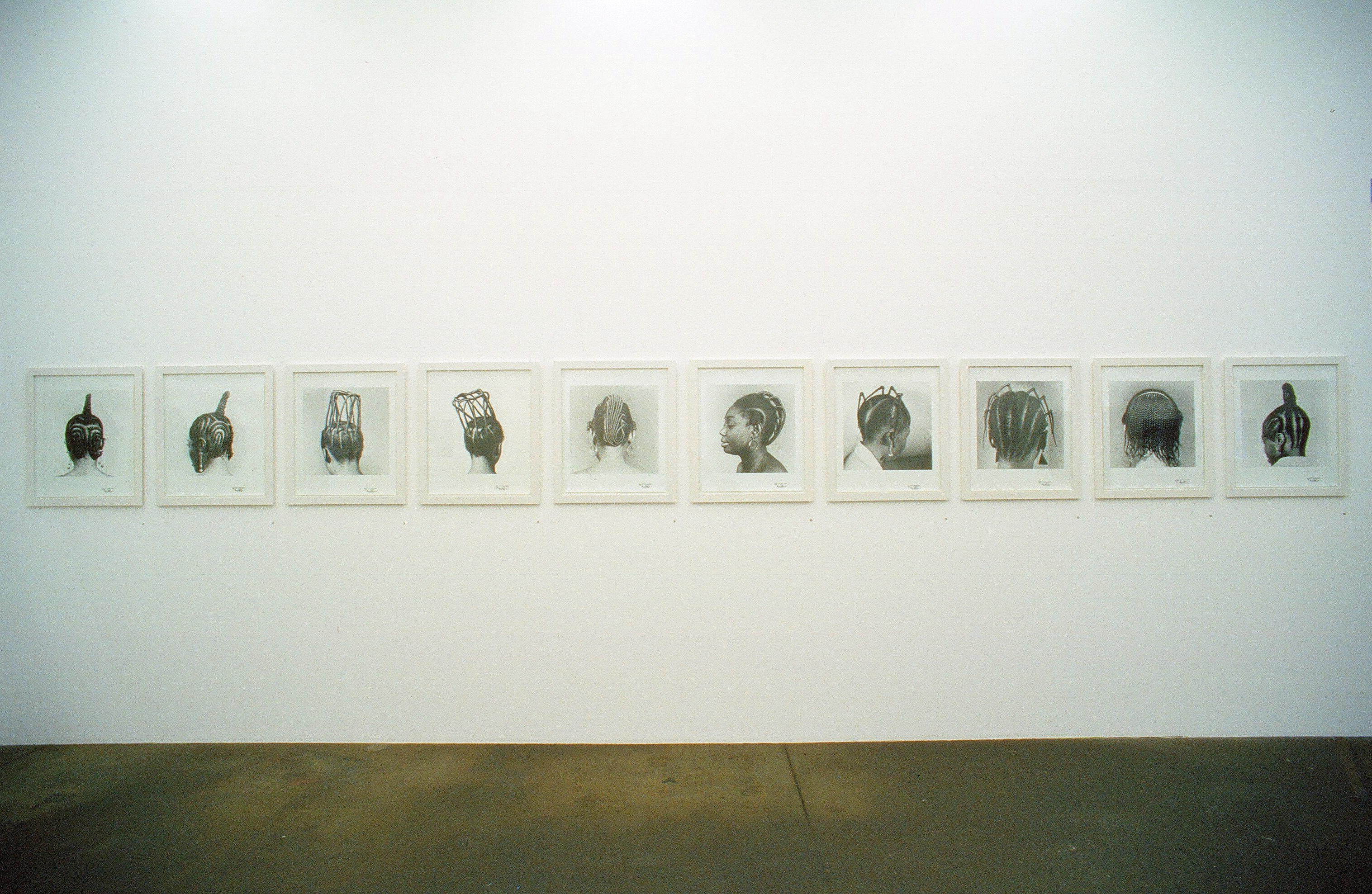

J. D. 'Okhai Ojeikere, appelé aussi Ovbiomu-Emai, est un photographe nigérian, né dans un village nigérian en 1930 et mort à Lagos le 2 février 2014.

## Biographie
Ojeikere débute la photographie en 1950, en travaillant comme journaliste au Ministère de l'Information. Photographe de plateau, il est surtout reconnu pour ses portraits de coiffures africaines, dont il produit plus de deux-mille négatifs au cours de sa carrière. Ces portraits sont reconnaissables à un certain nombre de caractéristiques communes : sujets féminins de dos, absence d'arrière-plans ou d'accessoires, et éclairages doux.
En 2014, Adelina von Fürstenberg, directrice d'Art for the World le met à l'honneur dans une exposition : Ici l'Afrique, au Château de Penthes de Genève
J. D. 'Okhai Ojeikere meurt à Lagos le 2 février 2014.

## Expositions personnelles
- 2006 : Voies Off, Arles
- 2005 : Blaffer Gallery, Houston
- 2001 : Mamco, Genève
- 2000 : Fondation Cartier pour l'art contemporain
- 2014 . Ici l'Afrique, Château de Penthes, Genève

## Expositions collectives
Ojeikere a participé à de nombreuses expositions à travers le monde : Anvers, Kassel, Modène, Bilbao, Los Angeles, Toulouse.
En novembre 2008, il a exposé à Paris Photo, premier rendez-vous mondial de la photographie.